# Westland Wallace
Westland Wallace là một loại máy bay đa dụng hai tầng cánh của Anh, được chế tạo bởi hãng Westland, để trang bị cho Không quân Hoàng gia, theo sau loại máy bay tiền nhiệm nổi tiếng trước đó là Wapiti.

## Biến thể
- Westland PV-6
- Wallace Mk I
- Wallace Mk II

## Quốc gia sử dụng
Anh Quốc
- Không quân Hoàng gia

## Tính năng kỹ chiến thuật (Westland Wallace II)
Dữ liệu lấy từ The Hamlyn Concise Guide to British Aircraft of World War II
Đặc điểm tổng quát
- Kíp lái: 2
- Chiều dài: 34 ft 2 in (10,41 m)
- Sải cánh: 46 ft 5 in (14,15 m)
- Chiều cao: 11 ft 6 in (3,51 m)
- Diện tích cánh: 488 ft² (45,34 m²)
- Trọng lượng rỗng: 3.840 lb (1.742 kg)
- Trọng lượng cất cánh tối đa: 5.750 lb (2.608 kg)
- Động cơ: 1 × Bristol Pegasus IV, 680 hp (507 kW)

 Hiệu suất bay 
- Vận tốc cực đại: 158 mph (137 knot, 254 km/h) trên độ cao 15.000 ft (4.570 m)
- Vận tốc hành trình: 135 mph (117 knot, 217 km/h)
- Tầm bay: 470 dặm (409 nm, 756 km)
- Trần bay: 24.100 ft (7.435 m)

Trang bị vũ khí

- Súng: 2 súng máy 0.303 inch (7,7 mm)
- Bom: 580 lb (263 kg) bom